# 4931-es mellékút (Magyarország)
A 4931-es mellékút egy bő 7 kilométeres hosszúságú, négy számjegyű mellékút Hajdú-Bihar vármegye területén; tulajdonképpen Hajdúsámson egyik belső útja, s a 471-es főút itteni elkerülő szakaszának megépítése előtt a főút városon átvezető szakasza volt.

## Nyomvonala
Hajdúsámson nyugati határszéle közelében indul, a Debrecentől idáig osztott pályásan kiépített 471-es főút 7+700-as kilométerszelvénye közelében lévő körforgalmú csomópontból, északkelet felé; ugyanebben a körforgalomban ágazik ki délkeletnek a város központi részétől különálló Sámsonkert városrészbe vezető önkormányzati út is. Első néhány száz méteres szakaszán e városrész északi szélén húzódik, majd egy külterületi szakasza következik. Nagyjából 1,8 kilométer után éri el a lakott terület délnyugati szélét, ahol a Petőfi út nevet veszi fel.
A központban, a harmadik kilométere közelében keletnek fordul és a Szabadság tér nevet veszi fel, ugyanott két elágazása is van: nyugat-északnyugati irányból a 4902-es út torkollik bele, Hajdúhadház felől, alig száz méterrel arrébb pedig a 49 303-as számú mellékút ágazik ki belőle északnak, ez a Apafa–Mátészalka-vasútvonal Hajdúsámson vasútállomásához vezet. Egy rövid szakaszon Rákóczi út néven folytatódik, és alig pár száz méter után ismét egy elágazása következik: ott a 4908-as út torkollik bele délkeletről, Vámospércs irányából.
Innét ismét északabbi irányt vesz, és Árpád út néven folytatódik a belterület északi széléig. Közben, kevéssel az ötödik kilométere előtt nyugat felől mellésimulnak a vasút vágányai, a város utolsó házait is egymás mellett húzódva hagyják maguk mögött, nagyjából az út 5+500-as kilométerszelvényénél. Együtt haladnak el, bő fél kilométerrel arrébb a 471-es főút felüljárója alatt is, s csak a hetedik kilométere után válik el az út ismét a vasúttól. Kevéssel ezután véget is ér, a település északkeleti külterületei között, visszatorkollva a 471-es főútba, annak a 15+500-as kilométerszelvénye közelében.
Teljes hossza, az országos közutak térképes nyilvántartását szolgáló kira.kozut.hu adatbázisa szerint 7,219 kilométer.

## Története
1934-ben a kereskedelem- és közlekedésügyi miniszter 70 846/1934. számú rendelete a mai teljes hosszában másodrendű főúttá nyilvánította, a Debrecen és Beregsurány közti 37-es főút részeként. 